# Renzo Orihuela
Renzo Orihuela, né le 4 avril 2001 à Salto en Uruguay, est un footballeur uruguayen qui évolue au poste de défenseur central au CA Sarmiento.

## Biographie

### En club
Né à Salto en Uruguay, Renzo Orihuela est formé par l'un des clubs de la capitale uruguayenne, le Club Nacional. En février 2020, il est recruté par le Montevideo City Torque, qui le prête dans la foulée à son club formateur,.
Il joue son premier match en professionnel le 23 septembre 2020, à l'occasion d'une rencontre de Copa Libertadores face à l'Estudiantes de Mérida. Il est titularisé lors de ce match et se fait remarquer en inscrivant son premier but, de la tête sur un service de Thiago Vecino. Son équipe l'emporte par trois buts à un ce jour-là,.
Orihuela joue son premier match pour le Montevideo City Torque le 11 septembre 2021 contre l'IA Sud América. Il est titularisé et son équipe l'emporte par deux buts à un.
Le 12 janvier 2023, lors du mercato hivernal, Renzo Orihuela rejoint l'Italie afin de s'engager en faveur du Palerme FC,.

### En sélection
En juillet 2021, Renzo Orihuela est convoqué pour la première fois avec l'équipe d'Uruguay des moins de 20 ans.

## Palmarès
Club Nacional
- Champion d'Uruguay en 2020.